# Зандра Шумахер
Зандра Шумахер (нім. Sandra Schumacher, 25 грудня 1966) — німецька велогонщиця.
Бронзова призерка Олімпійських Ігор 1984 року в груповій шосейній гонці.
Бронзова призерка Чемпіонату світу з велоперегонів на шосе 1985 року в груповій шосейні гонці.